# Ovalbumină

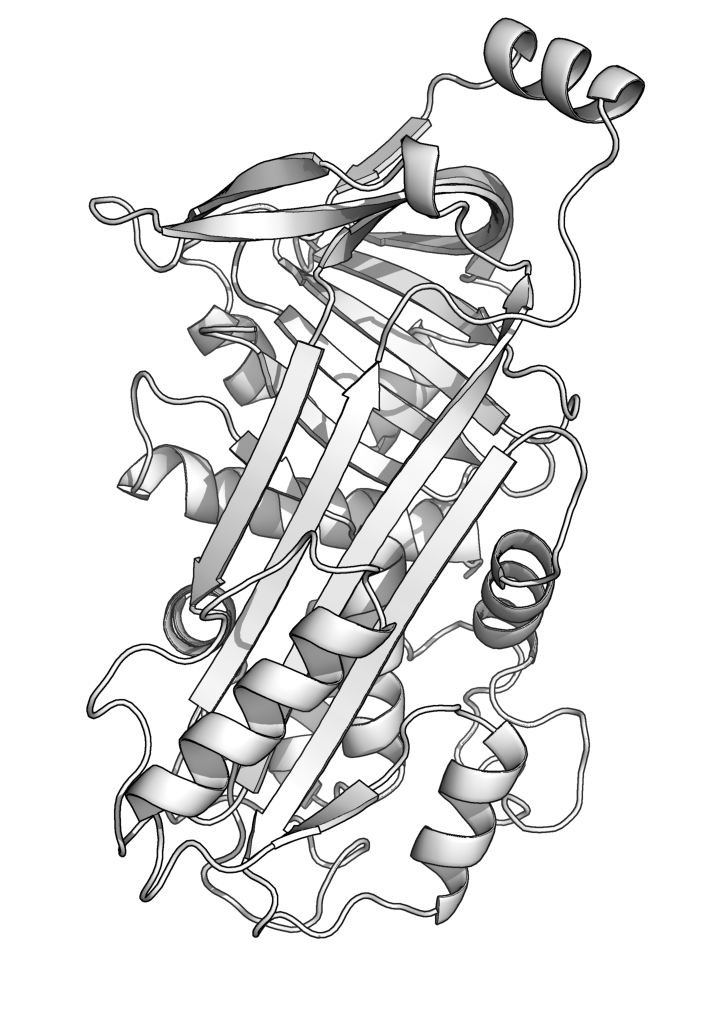
Structura ovalbuminei

Ovalbumina este o proteină care se regăsește în albușul ouălor, fiind unul dintre proteinele majore, reprezentând aproximativ 55% din totalul proteic al albușului. Ovalbumina prezintă o structură similară (ca secvență și aranjament spațial) cu protenile din superfamilia serpinelor, dar nu acționează ca inhibitor de serin protează. Rolul său este necunoscut, însă se crede că este o proteină de stocare.